# Kraftwerk Ugljevik
Das Kraftwerk Ugljevik (Termoelektrana Ugljevik / Термоелектрана Угљевик) ist ein kohlebefeuertes Kraftwerk in Ugljevik, im Nordosten von Bosnien und Herzegowina. Es befindet sich westlich des Ortes an der Janja. Betreiber ist Rudnik i termoelektrana „Ugljevik“, ein Tochterunternehmen der Elektroprivreda Republike Srpske.
Das Kraftwerk wurde zwischen 1979 und 1985 gebaut und im Mai 1985 in Betrieb genommen. Es hat eine elektrische Leistung von 300 Megawatt. Ausgelegt war es für zwei Blöcke dieser Leistung, der Bau des zweiten Blocks wurde aber nicht vollendet. Der 310 m hohe Kamin ist das höchste Bauwerk in Bosnien und Herzegowina.
Kohle wurde in diesem Gebiet schon seit 1899 abgebaut, doch wird sie erst seit 1985 verstromt. Während des Bosnienkriegs war die Anlage von April 1992 bis November 1995 außer Betrieb.
Das Unternehmen, zu dem neben dem Kraftwerk auch ein Bergwerk gehört, beschäftigt insgesamt rund 1600 Mitarbeiter (Stand: 2009).